# Floriano Peixoto (Río Grande del Sur)
Floriano Peixoto es un municipio brasileño del estado de Rio Grande do Sul.
Su población estimada para el año 2003 era de 2.294 habitantes.
Ocupa una superficie de 168,4 km².